# Missoula Northern Pacific Railway Depot
Das Northern Pacific Railroad Depot ist ein Bahnhofsgebäude in Missoula im US-Bundesstaat Montana. Es wurde 1901 von der Northern Pacific Railway gebaut. Das heute stehende Bauwerk ist das dritte Empfangsgebäude, das von der Eisenbahngesellschaft in der Stadt errichtet wurde, seit 1883 die Bahnstrecke durch Missoula gebaut wurde.
Die Ankunft der Northern Pacific Railway in Missoula stellte den wirtschaftlichen Wohlstand der Stadt als wichtiger Verkehrsknotenpunkt im westlichen Montana sicher. Das erste Bahnhofsgebäude wurde 1883 gebaut und befand sich etwa 250 m westlich des heutigen Bauwerks. 1896 wurde der Plan gefasst, einen Neubau zu errichten, doch dieser wurde noch vor seiner Fertigstellung durch Brandstiftung vernichtet. Der heutige Bahnhof wurde 1901 fertiggestellt und wurde vom Architekturbüro Reed and Stem aus St. Paul, Minnesota in einem vereinfachten Neorenaissancestil entworfen. Reed and Stem entwarfen über 100 Bahnhofsgebäude, darunter z. B. das Grand Central Terminal in New York City.
Der Bahnhof wurde aus Backsteinen gebaut, die Dachziegel sind aus Terracotta. Das Gebäude ist im Haupttrakt dreistöckig, die beiden Seitenflügel haben je ein Stockwerk. Der Haupttrakt ist durch aus Backsteinen gemauerte Säulen in sechs Joche unterteilt. Die jeweils äußeren beiden Säulen sind mit dem rot-schwarzen Yin-und-Yang-Logo der Northern Pacific Railroad versehen. Die Seitenflügel sind auf ähnliche Weise in vier Joche gegliedert. Der Hauptflügel hat ein Satteldach, während die beiden Seitenflügel mit Flachdächern versehen sind.
Personenzüge der Northern Pacific Railroad hielten bis 1971 hier, dann wurde der Personenverkehr in den Vereinigten Staaten von Amtrak übernommen.  Amtrak bediente Missoula durch den North Coast Hiawatha bis 1979.
Das Bauwerk wurde am 28. März 1985 in das National Register of Historic Places aufgenommen und gilt als das prominenteste Bauwerk in Missoula, das die Bedeutung der Eisenbahn bei der Entwicklung und Transformierung der Wirtschaft der Stadt verdeutlicht.
Im Umfeld des Bahnhofsgebäudes steht die restaurierte Ten Wheeler-Dampflokomotive Northern Pacific #1356.